# Phân họ Cò ke
Phân họ Cò ke (danh pháp khoa học: Grewioideae) là một phân họ trong họ Malvaceae nghĩa rộng.
Tên khoa học của phân họ có nguồn gốc từ chi điển hình Grewia, đặt theo tên nhà khoa học người Anh là Nehemiah Grew (1641-1712). Phân họ này theo APG chứa khoảng 25 chi với 770 loài, phân bố rộng khắp trong khu vực nhiệt đới.

## Hệ thống hóa
Các chi trong phân họ này (cùng các chi hiện xếp trong các phân họ Tilioideae và Brownlowioideae) trước đây được coi là thuộc họ Đoạn (Tiliaceae).

## Các chi
- Tông Apeibeae Benth., 1861
  - Ancistrocarpus Oliv., 1867: 3 loài.
  - Apeiba Aubl., 1775: 10 loài.
  - Clappertonia Meisn., 1837: 3 loài.
  - Corchorus L., 1753: Đay, bố. Khoảng 75 loài.
  - Entelea R.Br., 1824: 1 loài (Entelea arborescens).
  - Erinocarpus Nimmo ex J.Graham, 1839): 1 loài (Erinocarpus nimmonii).
  - Glyphaea Hook.f., 1848: 2 loài.
  - Heliocarpus L., 1753: 12 loài.
  - Hydrogaster Kuhlm., 1935: 1 loài (Hydrogaster trinervis).
  - Pseudocorchorus Capuron, 1963: 6 loài.
  - Sparrmannia L.f., 1782: 3 loài.
  - Triumfetta Plum. ex L., 1753: Gai. Khoảng 176 loài.
- Tông Grewieae Dippel, 1893
  - Colona Cav., 1798: 3 loài chông, bồ an, bố.
  - Desplatsia Bocq., 1866: 4 loài.
  - Duboscia Bocq., 1866: 2 loài.
  - Eleutherostylis Burret, 1926: 1 loài (Eleutherostylis renistipulata).
  - Goethalsia Pittier, 1914: 1 loài (Goethalsia meiantha).
  - Grewia L., 1753 (đồng nghĩa: Vinticena Steud., 1841): Cò ke, cò de. Khoảng 288 loài.
  - Luehea Willd., 1801: 19 loài.
  - Lueheopsis Burret, 1926: 6 loài.
  - Microcos Burm. ex L., 1753: Khoảng 78 loài.
  - Mollia Mart., 1826: 15 loài.
  - Tetralix Griseb., 1866: 5 loài.
  - Trichospermum Blume, 1825: 42 loài.
  - Vasivaea Baill., 1872: 2 loài.

## Hình ảnh

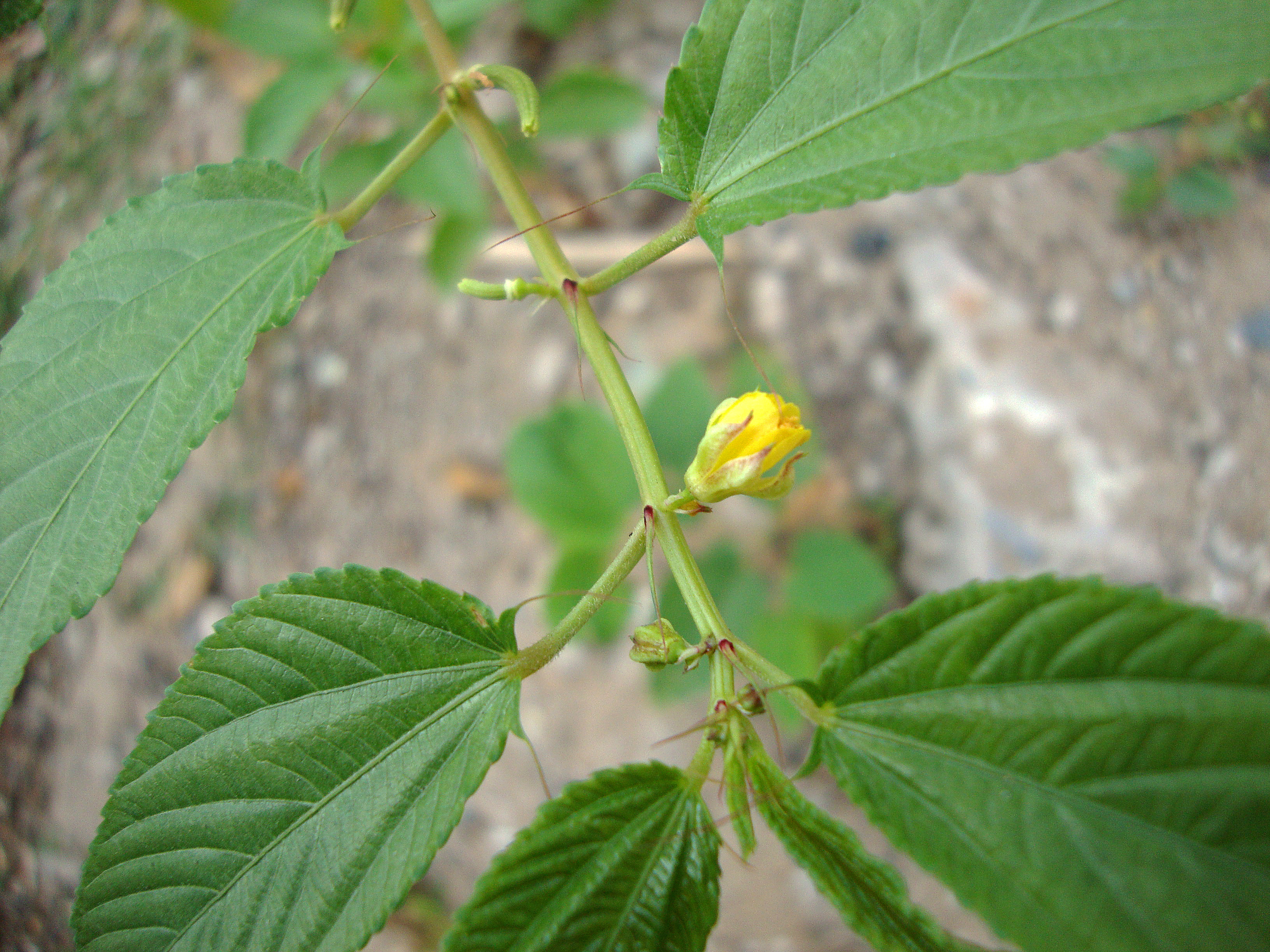
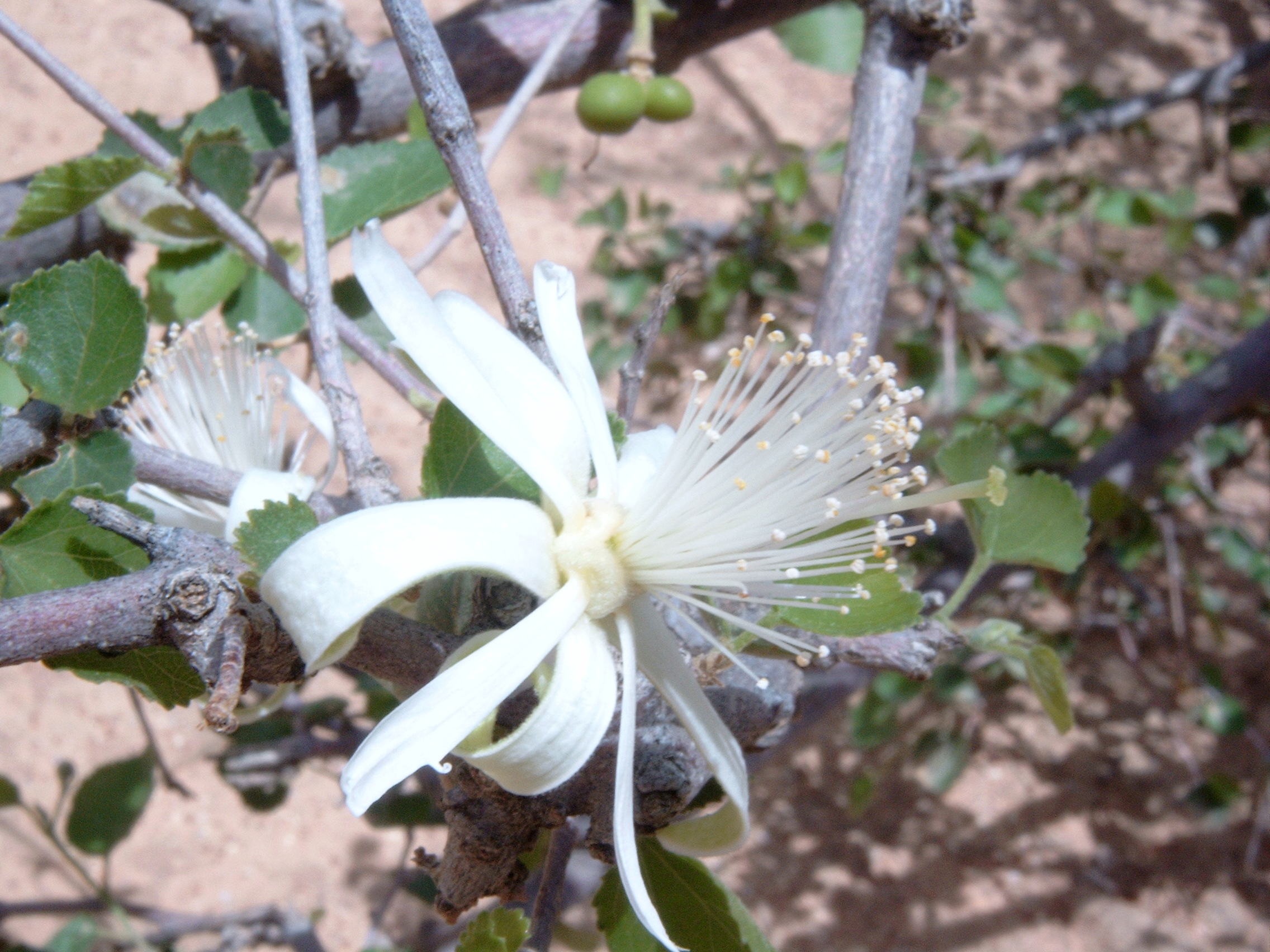
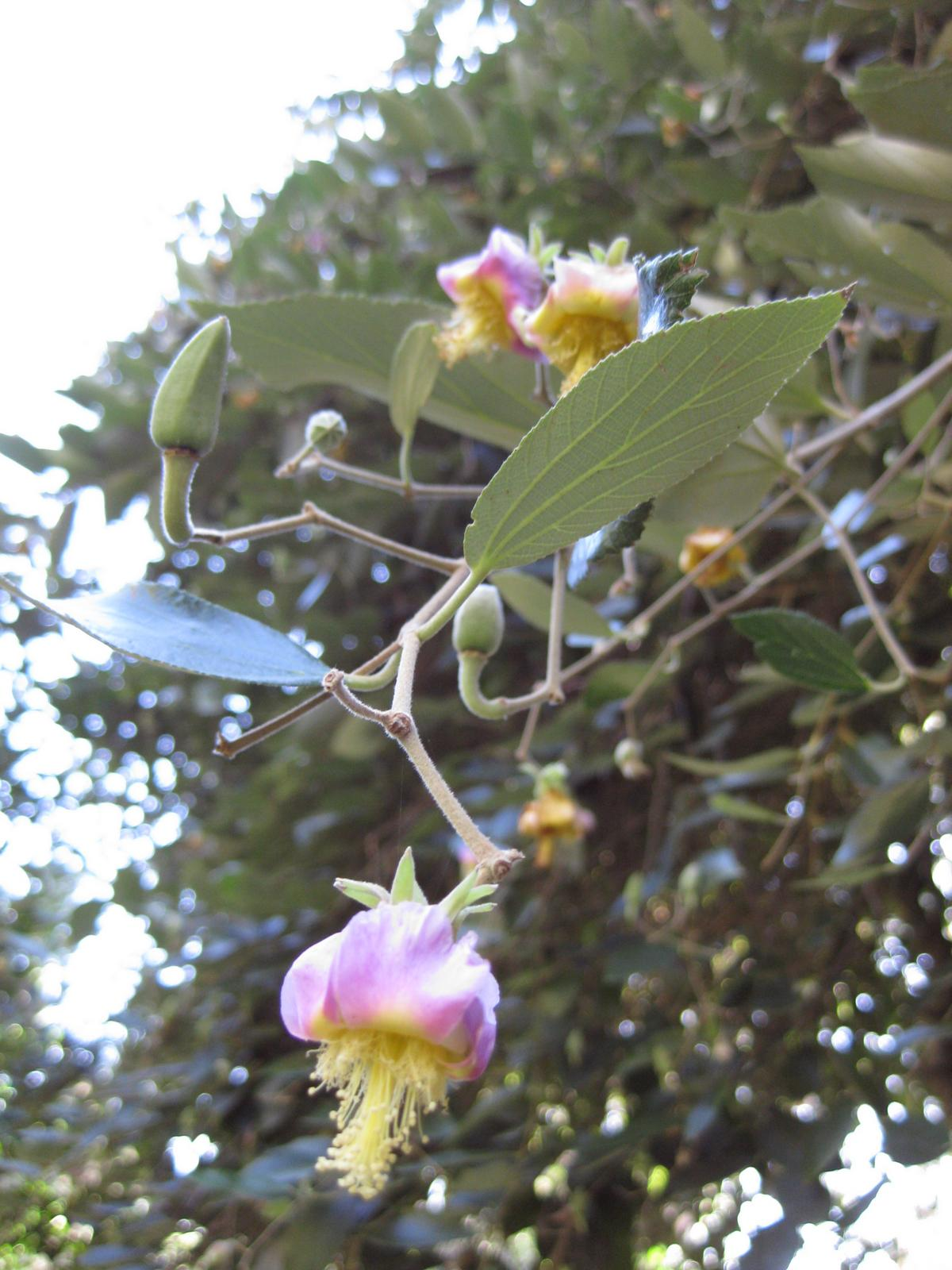
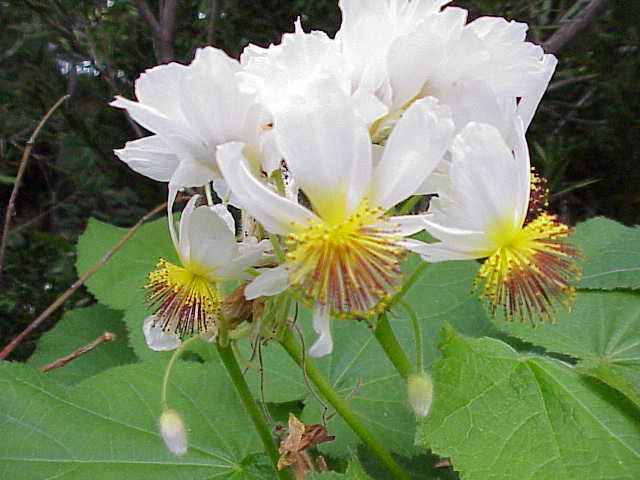